# Tortus obtusorostris
Tortus obtusorostris är en djurart som tillhör fylumet slemmaskar, och som först beskrevs av Korotkevich 1977.  Tortus obtusorostris ingår i släktet Tortus och familjen Emplectonematidae. Inga underarter finns listade i Catalogue of Life.